# سوليداد باستوروتي
سوليداد باستوروتي (بالإسبانية: Soledad Pastorutti)‏ وتعرف فنيا باسم سوليداد (بالإسبانية: Soledad)‏، كما تلقب ب الشمس (بالإسبانية: La Sole)‏ (12 أكتوبر 1980 بكاسيلدا، محافظة سانتا في، الأرجنتين)، هي مغنية موسيقى تقليدية وممثلة سينما وتلفزيون أرجنتينية. وهي أخت المغنية ناتاليتا سوليداد  في ويكي الإسبانية.

## حياتها
تعاقدت مع سوني للترفيه الموسيقي لإصدار أول ألبوم لها سنة 1996 باسم معطف للريح (بالإسبانية: Poncho al Viento)‏ والذي أصبح أكثر ألبوم مبيعا لسوني في الأرجنتين ب600.000 نسخة حسب رئيسها في مقابلة مع جريدة الوطن (La Nación). أصدرت ألبومها الثاني سنة 1997 الذي جاء باسم الشمس (بالإسبانية: La Sole)‏، الذي أصبح أيضا ثاني أكثر ألبوم مبيعا في الأرجنتين بعد الأول ب400.000 نسخة. سجلت ألبومها الثالث مباشرة من حفلاتها لأول مرة وسمته شعب بلدي (بالإسبانية: A Mi Gente)‏ سنة 1998.

## ألبوماتها
- 1996: معطف للريح (بالإسبانية: Poncho al Viento)‏
- 1997: الشمس (بالإسبانية: La Sole)‏
- 1998: شعب بلدي (بالإسبانية: A Mi Gente)‏ (مباشرة)
- 1999: (بالإسبانية: Yo Sí Quiero A Mi País)‏
- 2000: حفلاتي الكبيرة (بالإسبانية: Mis Grandes Canciones)‏
- 2000: سوليداد (بالإسبانية: Soledad)‏
- 2001: حر (بالإسبانية: Libre)‏
- 2002: معا مرة واحدة فقط (بالإسبانية: Juntos Por Única Vez)‏ (مباشرة مع هوراسيو غواراني)
- 2003: إلى أين ذاهب (بالإسبانية: Adonde Vayas)‏
- 2005: 10 سنوات من سوليداد (بالإسبانية: Diez Años De Soledad)‏
- 2008: فلكلور (بالإسبانية: Folklore)‏
- 2009: (بالإسبانية: La Fiesta Juntos De Verdad)‏ (مباشرة)
- 2010: نعيش في أريكويتو (بالإسبانية: Vivo En Arequito)‏
- 2014: الجذر (بالإسبانية: Raíz)‏[5][6]
- 2015: نعيش اليوم (بالإسبانية: Vivir es Hoy)‏